# 1398
1398 (MCCCXCVIII) var ett normalår som började en tisdag i den julianska kalendern.

## Händelser

### April
- 5 april – Tyska orden erövrar Gotland, fördriver Vitaliebröderna och sluter ett stillestånd med dem.

### Augusti
- 1 augusti – Ett avtal sluts med hansestäderna och Tyska orden i Köpenhamn. I och med detta har Tyska orden kommit i besittning av Gotland.

### September
- September – Hansan har hållit Stockholm som pant för den lösesumma, som Albrekt av Mecklenburg skulle betala till drottning Margareta för att bli frisläppt av henne tre år tidigare. Då lösesumman inte har betalats överlämnar Hansan staden till Margareta.

### Oktober
- 10 oktober – Fred sluts med de norrländska vitaliebröderna i Almarestäkets borg. Härvid överlämnar vitaliebröderna de svenska fästena Faxeholm, Styresholm och Korsholm samt drar sig tillbaka till Nordsjön.

### Okänt datum
- Bo Jonssons son, Knut Bosson hamnar i konflikt med kronan om arvet efter fadern. Under hösten sluts fred mellan parterna i Åbo genom Bossonöverenskommelsen. Häri beslutas att han skall överlämna de finska slotten till Margareta och i utbyte få Stegeholm.

## Födda
- Giuliano Cesarini, italiensk kardinal (död 1444).
- Caterina Appiani, regerande dam av Piombino.

## Avlidna
- 20 juli – Roger Mortimer, engelsk earl av March och Ulster.
- Blanche av Navarra, drottning av Frankrike.